# Lothar-Kristall

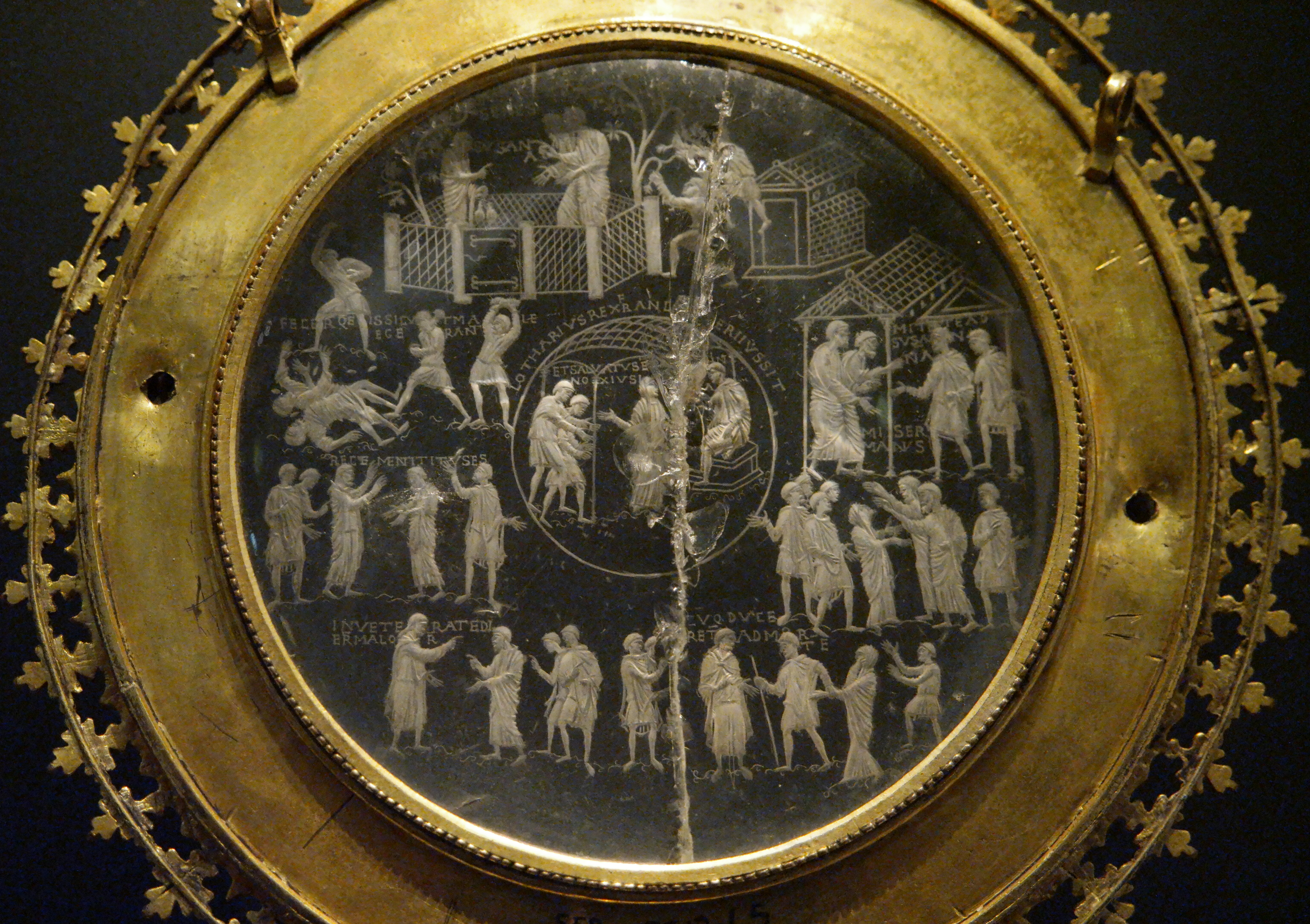
Lothar-Kristall oder Susanna-Kristall

Der Lothar-Kristall (auch bekannt als Susanna-Kristall) ist eine gravierte Gemme aus Lotharingien in Nordwesteuropa, die Szenen aus der biblischen Geschichte der Susanna zeigt und aus den Jahren 855 bis 869 stammt. Der Lothar-Kristall befindet sich seit 1855 in der Sammlung des British Museum in London.

## Beschreibung
Das ursprüngliche Element des Werks ist eine kreisförmige Scheibe aus klarem Quarz („Bergkristall“) mit einem Durchmesser von 11,5 cm. In diesem Schmuckstein wurden acht Szenen vertieft eingeschnitten bzw. eingraviert, die die Geschichte von Susanna und den Ältesten darstellen, die im Buch Daniel erzählt wird (von den Protestanten aber zu den Apokryphen gezählt wird). Susanna wird zuerst gezeigt, wie sie von den Ältesten fälschlicherweise des Ehebruchs beschuldigt und verurteilt wird. Daniel greift ein, um die Ältesten zu befragen, deckt ihr falsches Zeugnis auf und veranlasst ihre Hinrichtung durch Steinigung. In der Schlussszene wird Susanna für unschuldig erklärt. Die Szenen werden von kurzen lateinischen Inschriften begleitet, die der Vulgata-Bibel entnommen sind.
Die Gravuren auf dem Kristall sind in dem charakteristischen frühmittelalterlichen Stil der Schule von Reims ausgeführt, der seinen Ursprung in Handschriftenminiaturen, wie denen des Utrechter Psalters, hat. Der Kristall ist von einer vergoldeten Kupferfassung aus dem 15. Jahrhundert umgeben, die mit Blattwerk eingefasst ist und einst dem Heiligen Eligius (um 589–659), dem Schutzpatron der Goldschmiede, zugeschrieben wurde.

## Datierung
Der Kristall trägt die Inschrift LOTHARIVS REX FRANCORVM IVSSIT („Lothar, König der Franken [ließ ihn anfertigen]“), offenbar Lothar II. Der ältere Lothar bezeichnete sich selbst als Imperator (Kaiser), während der jüngere Mann sich nur rex (König) nannte, wie auch der Besitzer des Kristalls; es ist daher wahrscheinlich, dass er in der Zeit Lothars II. geschaffen wurde, wahrscheinlich um die Mitte des 9. Jahrhunderts, was ihn zu einem späten Beispiel karolingischer Kunst macht.

## Geschichte
Über die Geschichte des Lothar-Kristalls vor dem 10. Jahrhundert ist nichts bekannt. Um diese Zeit wurde er zwischen einem Grafen und einem Kanoniker von Reims im Tausch gegen ein Pferd verpfändet. Der Kanoniker leugnete daraufhin den Besitz des Kristalls, später stellte sich heraus, dass er sich in seinem Besitz befand, als der Kanoniker aus der Kathedrale ausgeräuchert wurde, nachdem diese in Brand gesteckt wurde. Zur Buße gründete er die Abtei Waulsort (im heutigen Belgien), wo der Kristall bis ins 18. Jahrhundert aufbewahrt wurde. Während eines Teils dieser Zeit wurde er von den Äbten verwendet, um ihre Pluviale während der Messe damit zu befestigen. Im Jahr 1793 plünderten französische Revolutionstruppen Waulsort und warfen den Kristall angeblich in die Maas, wobei er zerbrach. Im 19. Jahrhundert wurde er gestohlen und seiner Juwelen beraubt. Später tauchte der Kristall wieder in den Händen eines belgischen Händlers auf, der behauptete, er sei aus dem Flussbett geborgen worden, und ihn für zwölf Francs an einen französischen Sammler verkaufte. Dann gelangte er in den Besitz des britischen liberalen Politikers Ralph Bernal, nachdem er 10 Pfund dafür bezahlt hatte. 1855 wurde der Kristall von Augustus Wollaston Franks im Auftrag des British Museums bei einer Versteigerung von Bernals Sammlung bei Christie’s für 267 £ erworben.

## Interpretation

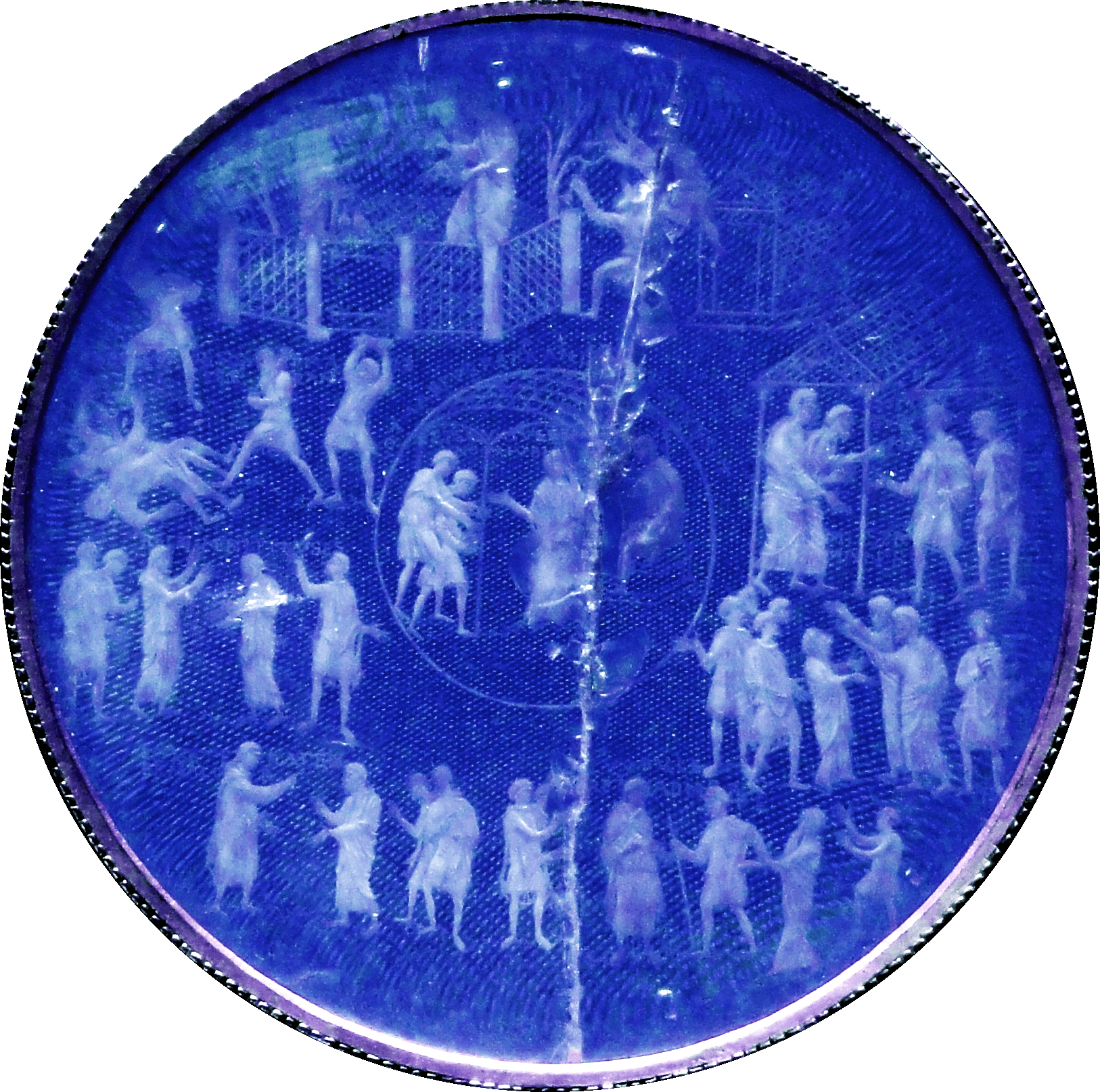
Vergrößertes Bild der Gravur.

Der Kristall gehört zu den wenigen karolingischen Gravuren, die für den Hofkreis geschaffen wurden, obwohl er in seiner Form keinem der anderen Edelsteine ähnelt. Ein Edelstein mit dem Porträt Lothars, der wahrscheinlich sein persönliches Siegel war, wurde hundert Jahre nach seinem Tod in das Prozessionskreuz Lothars im Aachener Domschatz eingesetzt. Für die Funktion des Kristalls sowie seine Bedeutung und seinen Stellenwert am lotharingischen Hof gibt es eine Reihe von Interpretationen; seine Bedeutung ist jedoch unklar und Gegenstand anhaltender Kontroversen unter den Gelehrten.
Die Darstellung des Kristalls lässt vermuten, dass er bei Hofe als Symbol für die Rolle des Königs bei der Rechtsprechung gezeigt werden sollte, sein Design könnte eine Anspielung auf den Brustharnisch des Gerichts sein, den der jüdische Hohepriester (Kohen Gadol) trug. Nach dieser Interpretation könnte der Kristall ein Versuch gewesen sein, die Verantwortung des Herrschers für die Gerechtigkeit sichtbar zu machen, indem er eine biblische Parallele nutzte, um ihn zu ermahnen, das Ideal einer weisen Herrschaft aufrechtzuerhalten, das von den gerechten Königen des Alten Testaments vorgelebt wurde. Alternativ dazu symbolisiert der Gegenstand des Kristalls eine idealisierte Beziehung zwischen Kirche und Staat, wobei Susanna die Kirche darstellt, die durch die gerechten Entscheidungen des Herrschers vor ihren Feinden geschützt wird.
Valerie Flint, eine britische Historikerin, spezialisiert auf mittelalterliche Geistes- und Kulturgeschichte, vermutete, der Kristall stehe im Zusammenhang mit der erbitterten Scheidung zwischen Lothar und seiner Frau Theutberga, die er des Inzests und der Abtreibung beschuldigte. Er stellt die Rehabilitierung einer Ehefrau dar, die fälschlicherweise eines sexuellen Verbrechens beschuldigt wurde, und die Art von Bergkristall, aus dem er hergestellt ist, wurde von den Franken als Amulett verwendet. Flint geht davon aus, dass der Kristall im Jahr 865, als Lothar sich vorübergehend mit seiner Frau versöhnte, entworfen wurde, um den König für sein Verhalten zu tadeln und das Königspaar vor dem Bösen zu schützen.